# Steinkreis von Ardlair
Der Steinkreis von Ardlair (auch Holywell genannt) ist ein Steinkreis des Typs Recumbent Stone Circle (RSC) auf einem niedrigen, grasbewachsenen Hügel südwestlich der Ardlair Farm, bei Kennethmont, östlich von Rhynie in Aberdeenshire in Schottland. Die am River Dee häufigen Kreise wurden zwischen 2300 und 1800 v. Chr. errichtet.
Von dem Steinkreis mit einem Durchmesser von 10,5 m Durchmesser blieben nur die flankierenden Steine des „liegenden Steins“ und ein einzelner Stein des Kreises aufrecht. 1857 wurde innerhalb des Kreises, aber dezentral, ein niedriger Wall aus Erde und Stein entdeckt. Innerhalb des Walls von 4,5 m Durchmesser war der Boden ausgehoben worden, vermutlich um Material für den Wall zu erhalten.
Der West-Ost orientierte liegende Stein ist 2,55 m lang, 1,35 m hoch und bis zu 0,9 m breit. Auf der Rückseite des Steins, der nach innen ragt, befinden sich zwei etwa 0,9 m lange, etwa 0,9 m voneinander entfernte, nadelartige parallele Steine. Die flankierenden Steine des liegenden Steins sind 1,35 bzw. 1,25 m hoch. Der einzige andere aufrecht stehende Stein, den Frederick Rhenius Coles (1854–1929) im Jahr 1900 sah, war 1,5 m hoch. Die vier gefallenen oder schief stehenden Steine waren etwa 1,8 m lang. 1857 gab es noch sieben Kreissteine (neben dem liegenden Stein und seinen Flanken), die zwischen 1,2 und 1,65 m hoch waren.
Eine Ausgrabung des Kreises erfolgte 1857 durch C. E. Dalrymple. Er fand an der Südseite, innerhalb des Kreises in einer Tiefe von etwa 0,3 m, eine Grube von 1,2 m Durchmesser und 0,6 m Tiefe, bedeckt von zwei etwa 0,9 m langen 0,3 m breiten Steinen, die sich dachförmig aneinander lehnten. Die Grube war mit Steinen und hellgelbem Lehm gefüllt. Oberhalb wurde eine kleine Menge verbrannter Knochen und Holzkohle gefunden. Von Dalrymple wurden keine Urnen gefunden, aber Coles erfuhr von Bauern in Holywell, dass im Jahr 1821 eine Urne am Kreis gefunden worden war.
Dalrymple notierte etwa 12,0 Meter nordwestlich des Steinkreises einen Erdhaufen und Steine. Er war etwa 10,0 m lang, 3,0 m breit und etwas mehr als 0,3 m hoch. In seiner Mitte befand sich in Längsrichtung eine 1,8 m lange 0,9 m breite und 0,75 m tiefe Grube. Am nördlichen Ende befand sich ein Stein von etwa 2,0 Metern Länge, der quer, ebenerdig zum Boden lag und unter dem das Grubenende aus kleineren Steinen bestand. Coles erwähnt, dass Mr. Henderson ihm sagte, er habe einen Grabstein 10 oder 12 Meter südwestlich des Steinkreises gesehen. Dies könnte der von Callander 1935 erwähnte „äußere Pfeilerstein“ sein.
In der Nähe liegt der Steinkreis von Corrstone Wood.